# Helmand (folyó)
A Helmand (Hilmend) Afganisztán leghosszabb folyója. Hossza 1125 km. Kabultól kb. 80 km-re nyugatra ered a Hindukusban. Délnyugati irányban halad át a Dast-e Márgu sivatagon, majd a Hámun-tóba ömlik az iráni Szisztán és Beludzsisztán tartományban.

## Fordítás
Ez a szócikk részben vagy egészben  a   Hilmend című német Wikipédia-szócikk fordításán alapul.  Az eredeti cikk szerkesztőit annak laptörténete sorolja fel. Ez a jelzés csupán a megfogalmazás eredetét és a szerzői jogokat jelzi, nem szolgál a cikkben szereplő információk forrásmegjelöléseként.